# Tuonela

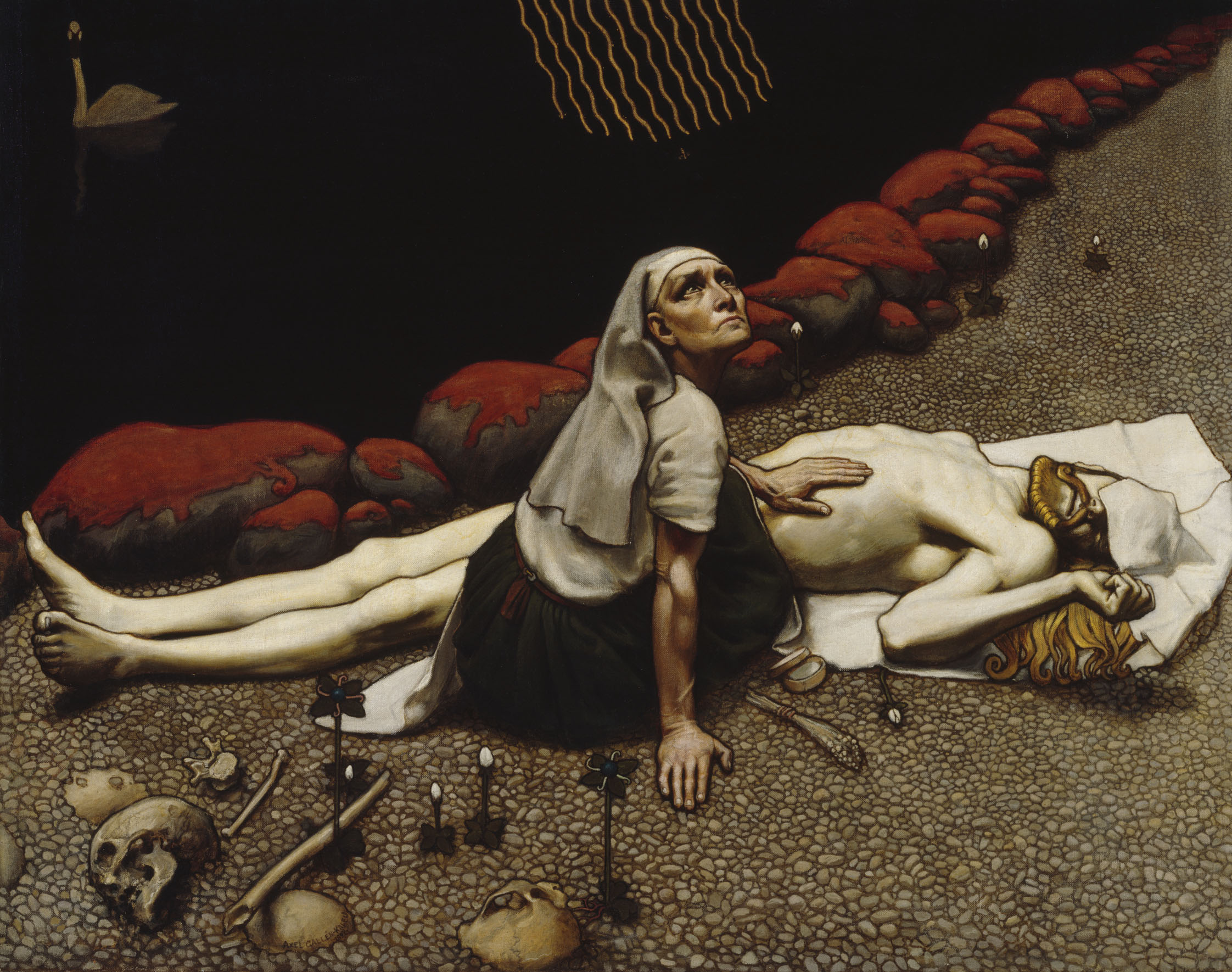
Lemminkäisen äiti di Akseli Gallen-Kallela. La madre del giovane Lemminkäinen è andata al fiume Tuoni dove trova il cadavere del figlio. Uno dei miti raccontati nel Kalevala.

Tuonela (chiamato anche Tuoni, Manala o Mana) è il reame dei morti, l'aldilà della mitologia ugro-finnica, paragonabile all'Ade della mitologia greca.
Tuonela è conosciuto soprattutto per l'essere presente nel poema epico nazionale finnico, Kalevala.
Nel sedicesimo canto del Kalevala, un eroe sciamano di nome Väinämöinen, si reca nel Tuonela per ottenere la sapienza dei morti. Durante il viaggio egli incontra la traghettatrice (paragonabile a Caronte), ovvero una ragazza di nome Tuonen tytti o Tuonen piika (rispettivamente "la ragazza" o "la serva della morte") che trasporta l'eroe oltre il fiume Tuoni. Tuttavia l'eroe, una volta giunto sull'isola di Tuoni, non ottiene gli incantesimi di cui era in cerca e riesce a malapena a fuggire. Dopo il suo ritorno, egli maledice chiunque gli si pari innanzi nel tentativo di entrare vivo nel luogo.
Tuonela è la traduzione della parola greca  ᾍδης nella versione in lingua finnica della Bibbia. Nel Cristianesimo è spesso visto come il luogo in cui i morti riposano in attesa del giudizio universale.

## Influenza culturale
A Tuonela è stata intitolata la Tuonela Planitia su Tritone.